# Fight Fight Fight
A Fight Fight Fight című album a brit Eruption együttes 1980-ban megjelent 3. albuma, melyről két dalt másoltak ki kislemezre. Az albumon már nem Precious Wilson énekel, hanem Kim Davis, azonban ő az album népszerűsítése közben autóbalesetet szenvedett, így helyét pótolni kellett. Helyét Jane Jochen vette át. Az album nem volt átütő siker, csupán a norvég album listára került fel.

## Tracklista
LP Album
 (Hansa 201 716 320)
1. Go Johnnie Go - 3:28
2. You (You Are My Soul) - 3:35
3. Fight Fight Fight - 3:12
4. It’s Alright - 3:55
5. Go Ahead - 3:34
6. We Gotta Talk About It - 3:43
7. Call My Name - 3:52
8. Stand Up And Sing Hallelujah - 3:18
9. Spaced Out - 3:45
10. Come Back To Me - 3:49
11. Moonlight - 3:47
12. Heading For The Top - 3:07

## Slágerlista
| Slágerlista 1980 | Legmagasabb helyezés |
| ---------------- | -------------------- |
| Norvégia         | 38                   |

## Külső hivatkozások
- Orosz CD kiadás[4]